# AFI's Greatest Movie Musicals
Parte a seriei AFI's 100 Years, AFI's Greatest Movie Musicals este o listă cu cele mai bune filme musicaluri din cinematografia americană. Lista a fost prezentată de Institutul American de FilmS la Hollywood Bowl la 3 sept. 2006. Spre deosebire de alte liste AFI, aceasta include doar 25 de filme câștigătoare și nu a fost prezentată în cadrul unei emisiuni speciale de televiziune.

## Lista

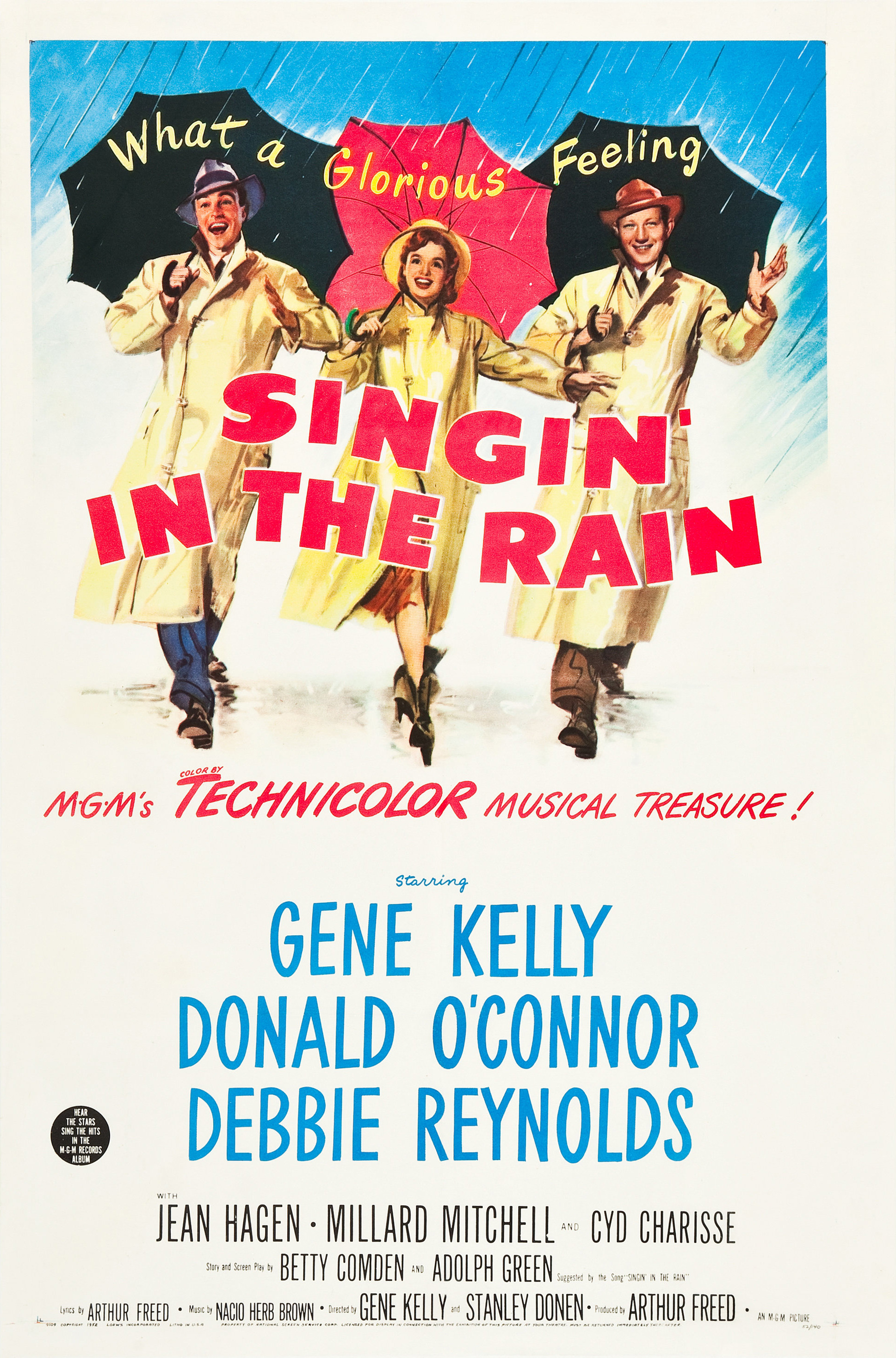
Singin' in the Rain (1952)

| #  | Film                            | An   | Studio           |
| -- | ------------------------------- | ---- | ---------------- |
| 1  | Singin' in the Rain             | 1952 | MGM              |
| 2  | West Side Story                 | 1961 | United Artists   |
| 3  | The Wizard of Oz                | 1939 | MGM              |
| 4  | The Sound of Music              | 1965 | 20th Century Fox |
| 5  | Cabaret                         | 1972 | Allied Artists   |
| 6  | Mary Poppins                    | 1964 | Disney           |
| 7  | A Star Is Born                  | 1954 | Warner Bros.     |
| 8  | My Fair Lady                    | 1964 | Warner Bros.     |
| 9  | An American in Paris            | 1951 | MGM              |
| 10 | Meet Me in St. Louis            | 1944 | MGM              |
| 11 | The King and I                  | 1956 | 20th Century Fox |
| 12 | Chicago                         | 2002 | Miramax          |
| 13 | 42nd Street                     | 1933 | Warner Bros.     |
| 14 | All That Jazz                   | 1979 | 20th Century Fox |
| 15 | Top Hat                         | 1935 | RKO              |
| 16 | Funny Girl                      | 1968 | Columbia         |
| 17 | The Band Wagon                  | 1953 | MGM              |
| 18 | Yankee Doodle Dandy             | 1942 | Warner Bros.     |
| 19 | On the Town                     | 1949 | MGM              |
| 20 | Grease                          | 1978 | Paramount        |
| 21 | Seven Brides for Seven Brothers | 1954 | MGM              |
| 22 | Beauty and the Beast            | 1991 | Disney           |
| 23 | Guys and Dolls                  | 1955 | MGM              |
| 24 | Show Boat                       | 1936 | Universal        |
| 25 | Moulin Rouge!                   | 2001 | 20th Century Fox |

## Legături externe
- AFI's 100 Years of Musicals
- List of the 180 nominated musicals.
- List of the 25 winning musicals. Arhivat în 7 iulie 2011, la Wayback Machine.